# Premi César 1999

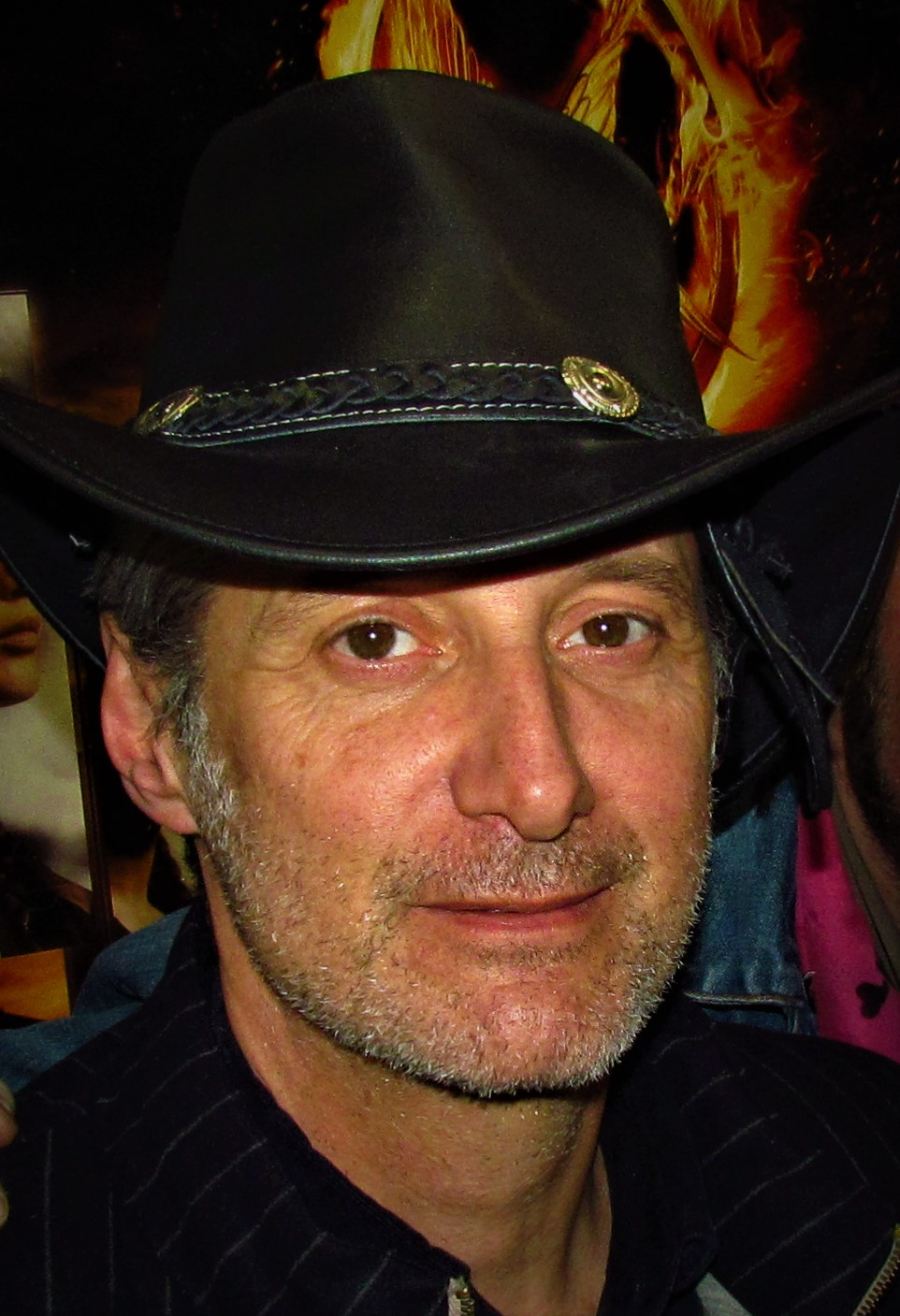
Antoine de Caunes presentatore della cerimonia

La cerimonia di premiazione della 24ª edizione dei Premi César si è svolta il 6 marzo 1999 al Théâtre des Champs-Élysées di Parigi. È stata presieduta da Isabelle Huppert e presentata da Antoine de Caunes. È stata trasmessa da Canal+.
Il film che ha ottenuto il maggior numero di candidature (dodici) è stato Place Vendôme di Nicole Garcia, mentre i film che hanno vinto il maggior numero di premi (tre) sono stati La vita sognata degli angeli (La vie rêvée des anges) di Érick Zonca, Ceux qui m'aiment prendront le train di Patrice Chéreau e La cena dei cretini (Le dîner de cons) di Francis Veber.

## Vincitori e candidati
I vincitori sono indicati in grassetto, a seguire gli altri candidati.

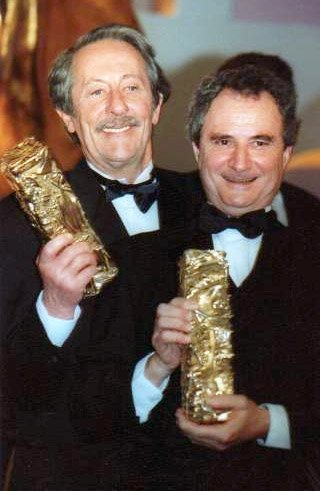
Jean Rochefort con Daniel Prévost premiati con il César

### Miglior film
- La vita sognata degli angeli (La vie rêvée des anges), regia di Érick Zonca
- La cena dei cretini (Le dîner de cons), regia di Francis Veber
- Ceux qui m'aiment prendront le train, regia di Patrice Chéreau
- Place Vendôme, regia di Nicole Garcia
- Taxxi (Taxi), regia di Gérard Pirès

### Miglior regista
- Patrice Chéreau - Ceux qui m'aiment prendront le train
- Nicole Garcia - Place Vendôme
- Gérard Pirès - Taxxi (Taxi)
- Francis Veber - La cena dei cretini (Le dîner de cons)
- Érick Zonca - La vita sognata degli angeli (La vie rêvée des anges)

### Miglior attore
- Jacques Villeret - La cena dei cretini (Le dîner de cons)
- Charles Berling - La noia (L'ennui)
- Jean-Pierre Darroussin - Le poulpe
- Antoine de Caunes - L'homme est une femme comme les autres
- Pascal Greggory - Ceux qui m'aiment prendront le train

### Miglior attrice
- Élodie Bouchez - La vita sognata degli angeli (La vie rêvée des anges)
- Catherine Deneuve - Place Vendôme
- Isabelle Huppert - L'école de la chair
- Sandrine Kiberlain - À vendre - In vendita (À vendre)
- Marie Trintignant - ...Comme elle respire

### Migliore attore non protagonista
- Daniel Prévost - La cena dei cretini (Le dîner de cons)
- Jacques Dutronc - Place Vendôme
- Bernard Fresson - Place Vendôme
- Vincent Pérez - Ceux qui m'aiment prendront le train
- Jean-Louis Trintignant - Ceux qui m'aiment prendront le train

### Migliore attrice non protagonista
- Dominique Blanc - Ceux qui m'aiment prendront le train
- Anémone - Lautrec
- Arielle Dombasle - La noia (L'ennui)
- Catherine Frot - La cena dei cretini (Le dîner de cons)
- Emmanuelle Seigner - Place Vendôme

### Migliore promessa maschile
- Bruno Putzulu - Petits désordres amoureux
- Lionel Abelanski - Train de vie - Un treno per vivere (Train de vie)
- Guillaume Canet - La cliente (En plein coeur)
- Romain Duris - Gadjo dilo - Lo straniero pazzo (Gadjo Dilo)
- Samy Naceri - Taxxi (Taxi)

### Migliore promessa femminile
- Natacha Régnier - La vita sognata degli angeli (La vie rêvée des anges)
- Marion Cotillard - Taxxi (Taxi)
- Hélène de Fougerolles - Que la lumière soit
- Sophie Guillemin - La noia (L'ennui)
- Rona Hartner - Gadjo dilo - Lo straniero pazzo (Gadjo Dilo)

### Migliore sceneggiatura originale o miglior adattamento
- Francis Veber - La cena dei cretini (Le dîner de cons)
- Nicole Garcia e Jacques Fieschi - Place Vendôme
- Danièle Thompson, Patrice Chéreau e Pierre Trividic - Ceux qui m'aiment prendront le train
- Radu Mihăileanu - Train de vie - Un treno per vivere (Train de vie)
- Érick Zonca e Roger Bohbot - La vita sognata degli angeli (La vie rêvée des anges)

### Migliore fotografia
- Éric Gautier - Ceux qui m'aiment prendront le train
- Laurent Dailland - Place Vendôme
- Agnès Godard - La vita sognata degli angeli (La vie rêvée des anges)

### Miglior montaggio
- Véronique Lange - Taxxi (Taxi)
- Luc Barnier e Françoise Bonnot - Place Vendôme
- François Gédigier - Ceux qui m'aiment prendront le train

### Migliore scenografia
- Jacques Rouxel - Lautrec
- Thierry Flamand - Place Vendôme
- Richard Peduzzi e Sylvain Chauvelot - Ceux qui m'aiment prendront le train

### Migliori costumi
- Pierre-Jean Larroque - Lautrec
- Sylvie de Segonzac - Don Juan
- Nathalie du Roscoat e Elisabeth Tavernier - Place Vendôme

### Migliore musica
- Tony Gatlif - Gadjo dilo - Lo straniero pazzo (Gadjo Dilo)
- Akhenaton - Taxxi (Taxi)
- Francis Lai e Claude Bolling - Per caso o per azzardo (Hasards ou coïncidences)
- Philippe Miller - Jeanne et le garçon formidable

### Miglior sonoro
- Vincent Tulli e Vincent Arnardi - Taxxi (Taxi)
- Jean-Pierre Duret e Dominique Hennequin - Place Vendôme
- Guillaume Sciama e Jean-Pierre Laforce - Ceux qui m'aiment prendront le train

### Miglior film straniero
- La vita è bella, regia di Roberto Benigni
- Central do Brasil, regia di Walter Salles
- Festen - Festa in famiglia (Festen), regia di Thomas Vinterberg
- Salvate il soldato Ryan (Saving Private Ryan), regia di Steven Spielberg
- Titanic, regia di James Cameron

### Migliore opera prima
- Dieu seul me voit, regia di Bruno Podalydes
- L'arrière pays, regia di Jacques Nolot
- Le gone du Chaâba, regia di Christophe Ruggia
- Jeanne et le garçon formidable, regia di Olivier Ducastel e Jacques Martineau
- La vita sognata degli angeli (La vie rêvée des anges), regia di Érick Zonca

### Miglior cortometraggio
- L'interview, regia di Xavier Giannoli
- Les pinces à linge, regia di Joël Brisse
- Tueurs de petits poissons, regia di Alexandre Gavras
- La vache qui voulait sauter par dessus l'église, regia di Guillaume Casset
- La vieille barrière, regia di Lyèce Boukhitine

### Premio César onorario
- Pedro Almodóvar
- Johnny Depp
- Jean Rochefort